# نفریت (بیماری)
نفریت (Nephritis) به‌معنای التهاب کلیه‌ها است و ممکن است گلومرول‌ها، لوله‌ها یا بافت بینابینی کلیه، اطراف گلومرول‌ها و لوله‌ها را درگیر کند. این عارضه، یکی از چندین نوع مختلف نفروپاتی است.

## انواع
- گلومرولونفریت که شامل التهاب گلومرول‌ها است.[۱]
- نفریت بینابینی یا نفریت لوله‌ای- بینابینی که التهاب فضاهای بین نفرون‌ها است.[۲]

## علل
نفریت، گاهی در اثر عفونت‌ها و سموم ایجاد می‌شود، اما در بیشتر موارد، بر اثر بیماری‌های خودایمنی که بر اندام‌های اصلی مانند کلیه‌ها تأثیر می‌گذارد، ایجاد می‌شود.
- پیلونفریت التهابی است که در نتیجهٔ عفونت مجاری ادراری که به لگنچه می‌رسد، ایجاد می‌شود.[۶]
- نفریت لوپوس التهاب کلیه ناشی از لوپوس منتشر سیستمیک (SLE)، (یک بیماری دستگاه ایمنی) است.[۷]
- نفریت ورزشکاران، نفریت ناشی از ورزش شدید است.[۸] خون‌ادراری پس از ورزش شدید نیز ممکن است ناشی از هموگلوبینوری مارس باشد که در اثر ضربه به گلبول‌های قرمز خون ایجاد می‌شود و باعث خون‌کافت (پارگی) آن‌ها شده که در نهایت، منجر به آزاد شدن هموگلوبین در ادرار می‌شود.[۹]

## سازوکار

سامانه رنین-آنژیوتانسین

نفریت می‌تواند با ایجاد اختلال در ساختار گلومرولی و گسترش و فراگیر شدن سلول‌های التهابی، آسیب گلومرولی ایجاد کند. این رخداد، می‌تواند منجر به کاهش جریان خون گلومرولی، کاهش برون‌ده ادرار (الیگوری) و احتباس مواد زائد (اورمی) شود. در نتیجه، گلبول‌های قرمز ممکن است از گلومرول‌های آسیب‌دیده نشت کنند و باعث ظاهر شدن خون در ادرار (هماچوری) شوند.
جریان خون کلیه، سیستم رنین-آنژیوتانسین-آلدوسترون (RAAS) را فعال می‌کند و باعث احتباس مایعات و بالا رفتن خفیف فشار خون می‌شود. هنگامی که کلیه‌ها ملتهب می‌شوند، شروع به دفع پروتئین‌های مورد نیاز از بدن فرد مبتلا به جریان ادرار می‌کنند. این وضعیت، پروتئینوری نامیده می‌شود.
از دست دادن پروتئین‌های ضروری بدن به‌دلیل نفریت، می‌تواند منجر به چندین عارضهٔ تهدیدکنندهٔ زندگی شود. جدی‌ترین عارضهٔ نفریت می‌تواند هنگام از دست دادن قابل‌توجه پروتئین‌های دخیل در لخته شدن بیش از حد خون، رخ دهد. از دست دادن این پروتئین‌ها می‌تواند منجر به لخته شدن بدون کنترل خون شده و باعث سکتهٔ ناگهانی شود.

## تشخیص
تشخیص نفریت، بستگی به علت بروز آن دارد و در مورد نفریت لوپوس، آزمایش خون، بررسی با پرتو ایکس و سونوگرافی می‌تواند به تشخیص این‌که آیا فرد به این بیماری مبتلا است یا خیر، کمک کند.

## درمان
درمان یا مدیریت نفریت بستگی به این دارد که چه عاملی باعث التهاب کلیه(ها) شده‌است. برای درمان نفریت لوپوس می‌توان از هیدروکسی کلروکین استفاده کرد.

### شیوع و فراوانی

شیوع بیماری نفریت/ نفروز در سراسر جهان در سال ۲۰۰۴
بدون داده
کمتر از ۴۰
۴۰–۱۲۰
۱۲۰–۲۰۰
۲۰۰–۲۸۰
۲۸۰–۳۶۰
۳۶۰–۴۴۰
۴۴۰–۵۲۰
۵۲۰–۶۰۰
۶۰۰–۶۸۰
۶۸۰–۷۶۰

نفریت، نهمین علت شایع مرگ در میان تمام زنان در ایالات متحده و پنجمین علت اصلی در میان زنان سیاه‌پوست غیر اسپانیایی‌تبار است.
در سراسر جهان، بالاترین نرخ نفریت، ۵۰–۵۵٪ برای نژاد آفریقایی یا آسیایی است و پس از آن اسپانیایی‌ها با ۴۳٪ و قفقازی با ۱۷٪ در رده‌های بعد هستند.
میانگین سنی مبتلایان به التهاب کلیه از نوع نفریت لوپوس تشخیص داده‌شده، ۲۸٫۴ سال است.